# Il cittadino sconosciuto
Il cittadino sconosciuto (The Unknown Citizen) è una poesia di Wystan Hugh Auden, scritta nel 1939 e pubblicata per la prima volta nel 1940. Si tratta di un componimento riconducibile al filone della letteratura distopica.

## Contenuto
La poesia consiste nell'epitaffio di un uomo identificato solo da una combinazione di lettere e numeri (JS/07/M/378). Tale individuo viene elogiato da una voce esterna, la quale cita i rapporti di numerose istituzioni di controllo (come l'Ufficio di Statistica e il Sindacato). Il ritratto che emerge di questo cittadino sconosciuto è assolutamente ordinario e privo di ogni aspetto eroico: compra tutti i giorni il giornale, paga regolarmente le tasse, è sposato con figli e possiede i principali beni di consumo (come l'automobile e la radio), ma soprattutto rende le sue opinioni conformi a quelle dello Stato. Gli ultimi versi inducono implicitamente alla domanda se egli fosse libero o felice in tale società.

## Interpretazione
Appare evidente che Auden, attraverso questa poesia, delinei gli aspetti caratteristici dello stato totalitario. In effetti, ogni aspetto della vita quotidiana è sottoposto ad un rigido controllo, svolto da varie istituzioni il cui obiettivo è accertarsi del fatto che ogni individuo segua fedelmente, se non meccanicamente, le direttive delle autorità, senza manifestare alcuna personalità originale o indipendente.

## Edizioni
- W.H. Auden, Lo scudo di Perseo, Adelphi, 2000.